# Регистан, Гарольд Габриэльевич
Гаро́льд Габриэ́льевич Региста́н (настоящая фамилия Уреклян; арм. Ուրեկլյանց Հարոլդ Գաբրիելի; 28 апреля 1924, Ташкент — 4 ноября 1999, Москва) — советский поэт, переводчик армянского происхождения.

## Биография
Сын писателя Габриэля Аркадьевича Эль-Регистана, соавтора текста гимна СССР, и его первой жены — Ольги Ивановны Калакутской.
Автор текстов более чем 400 песен. Фронтовик.
Окончил в 1951 году Литинститут. Помимо собственных стихов, много занимался переводами с языков народов СССР. Совместно с композитором Андреем Бабаевым является автором песен к кинофильму «Я встретил девушку», слова которых он перевёл с таджикского. В соавторстве с композитором Арно Бабаджаняном написал одну из лучших его песен «Ожидание», которую блистательно исполнял Муслим Магомаев.
Умер в 1999 году. Похоронен на Новодевичьем кладбище.

## Награды
- орден «Знак Почёта» (27.04.1984)